# Vrmbaje
Vrmbaje (en serbe cyrillique : Врмбаје) est un village de Serbie situé dans la municipalité d’Ivanjica, district de Moravica. Au recensement de 2011, il comptait 306 habitants.

## Démographie
| 1948 | 1953 | 1961 | 1971 | 1981 | 1991 | 2002 | 2011 |
| ---- | ---- | ---- | ---- | ---- | ---- | ---- | ---- |
| 846  | 909  | 939  | 823  | 637  | 482  | 390  | 306  |

|  |